# هوراس غول
هوراس غول هو لاعب هوكي الجليد كندي، ولد في 21 ديسمبر 1883 في غاسبيه في كندا، وتوفي في 9 يوليو 1939.